# Pont-du-Château
 Pont-du-Château  es una población y comuna francesa, situada en la región de Auvernia, departamento de Puy-de-Dôme, en el distrito de Clermont-Ferrand y cantón de Pont-du-Château.

## Demografía
| 3727 | 4605 | 5574 | 7683 | 8562 | 8874 |
| Para los censos de 1962 a 1999 la población legal corresponde a la población sin duplicidades (Fuente: INSEE [Consultar]) |      |      |      |      |      |